# Rupert Mayer

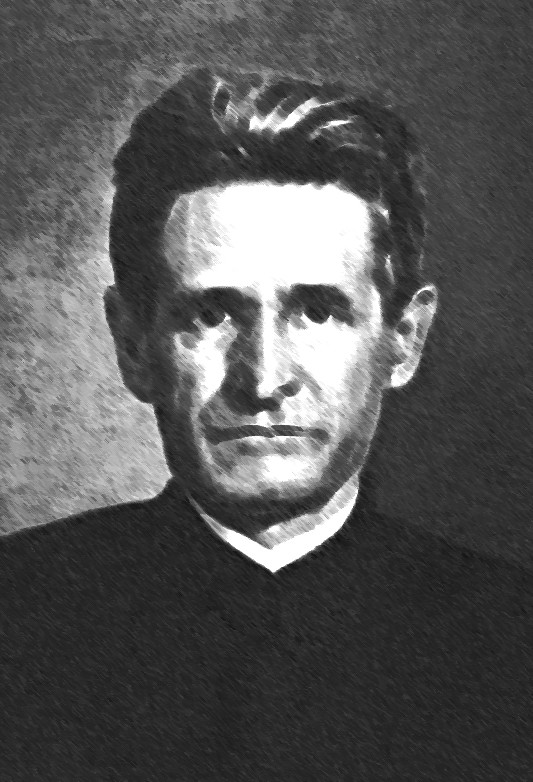
Rupert Mayer

Rupert Mayer SJ (* 23. Januar 1876 in Stuttgart; † 1. November 1945 in München) war ein deutscher Jesuit und Präses der Marianischen Männerkongregation. In der Zeit des Nationalsozialismus gehörte er zum katholischen Widerstand gegen den Nationalsozialismus. 1987 wurde er seliggesprochen.

## Leben

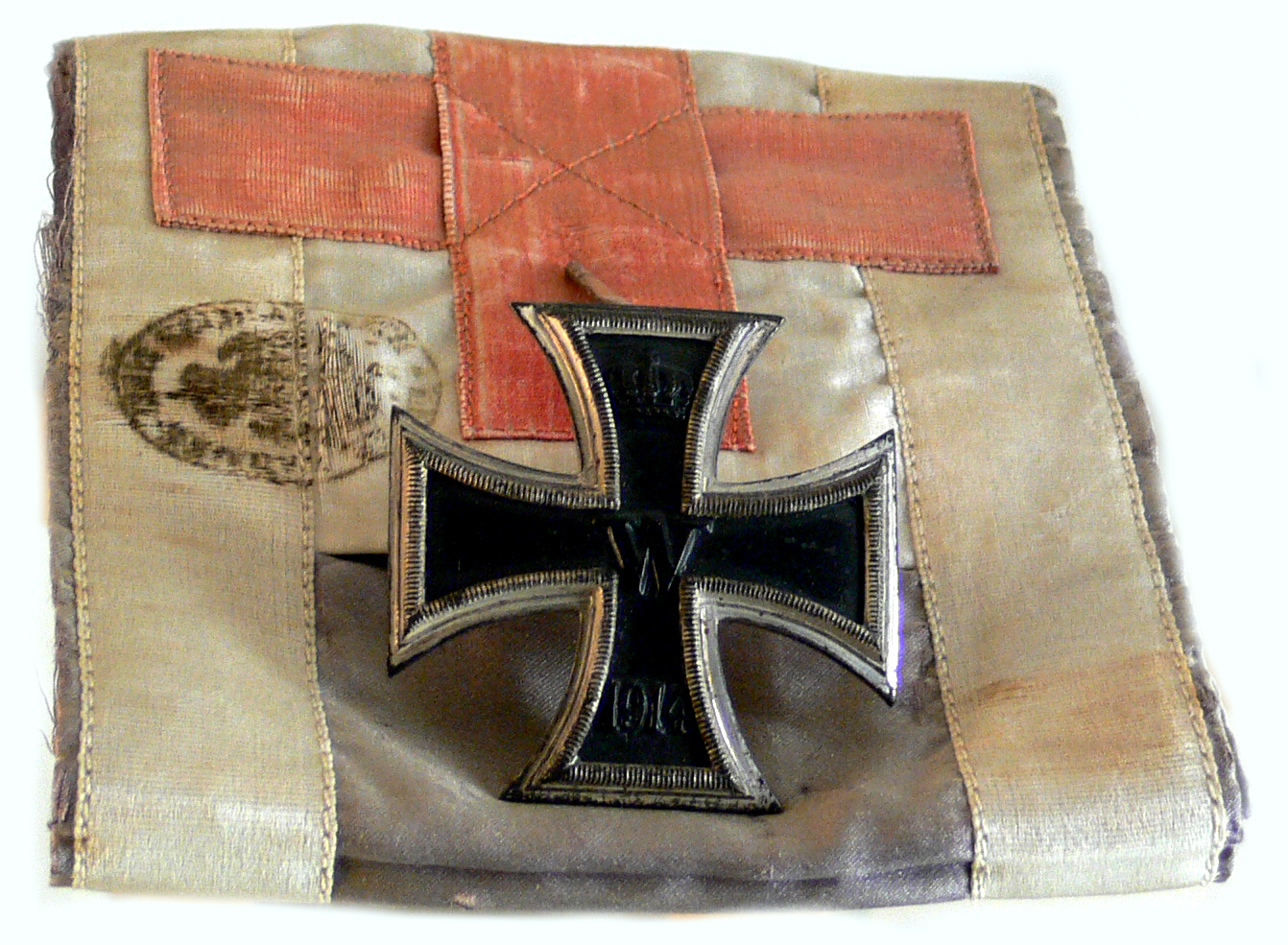
Das Eiserne Kreuz Rupert Mayers, ausgestellt im Bürgersaal in München

Rupert Mayer entstammte einer kinderreichen Familie. Nach dem Abitur 1894 in Ravensburg studierte er Philosophie und Katholische Theologie in Freiburg (Schweiz), München und Tübingen. Am 2. Mai 1899 wurde er im Rottenburger Dom durch Bischof Paul Wilhelm von Keppler zum Priester geweiht. Anschließend war er vom 10. Juni 1899 bis zum 5. August 1900 in Spaichingen als Vikar tätig. Da infolge des Kulturkampfes das Jesuitengesetz erlassen worden war, welches erst 1917 aufgehoben wurde, war für Rupert Mayer eine jesuitische Ordensausbildung in Deutschland nicht möglich. Er begann deshalb am 1. Oktober 1900 ein Noviziat bei den Jesuiten in Feldkirch in Vorarlberg und setzte später seine Ausbildung am Jesuitenkolleg im niederländischen Valkenburg fort. In den Niederlanden, Deutschland und der Schweiz wirkte er ab 1906 als Volksmissionar. Ab 1912 wurde ihm die Seelsorge über die Zuwanderer in München übertragen.
Im Ersten Weltkrieg stellte er sich als Militärseelsorger zur Verfügung. Am 12. Dezember 1915 wurde er mit dem Eisernen Kreuz (EK I) ausgezeichnet für seine „Tatkraft und das vorbildliche Beispiel.“ bei der Verteidigung einer Stellung gegen einen französischen Angriff. Nachdem er Ende Dezember 1916 im rumänischen Sultatal als Feldgeistlicher der 8. Bayerischen Reservedivision schwer verwundet worden war, musste ihm das linke Bein amputiert werden. Die Amputation nahm der Arzt und Dichter Hans Carossa vor, der gleichfalls an diesem Frontabschnitt eingesetzt war. Noch vor Kriegsende predigte er am 27. Oktober 1918 in der Vilsbiburger Stadtpfarrkirche Mariä Himmelfahrt und hielt anschließend im Postsaal einen Vortrag zur religiösen Erneuerung. Auch nach dem Krieg rief er in seinen Predigten die Menschen zur inneren Erneuerung auf und besuchte politische Veranstaltungen, auch solche kirchenfeindlicher Gruppen. Der damalige Münchner Kardinal Michael von Faulhaber ernannte ihn 1921 zum Präses der Marianischen Männerkongregation am Bürgersaal in München. 1925 initiierte Mayer die Einführung der sonntäglichen Abendgottesdienste auf dem Münchner Hauptbahnhof.

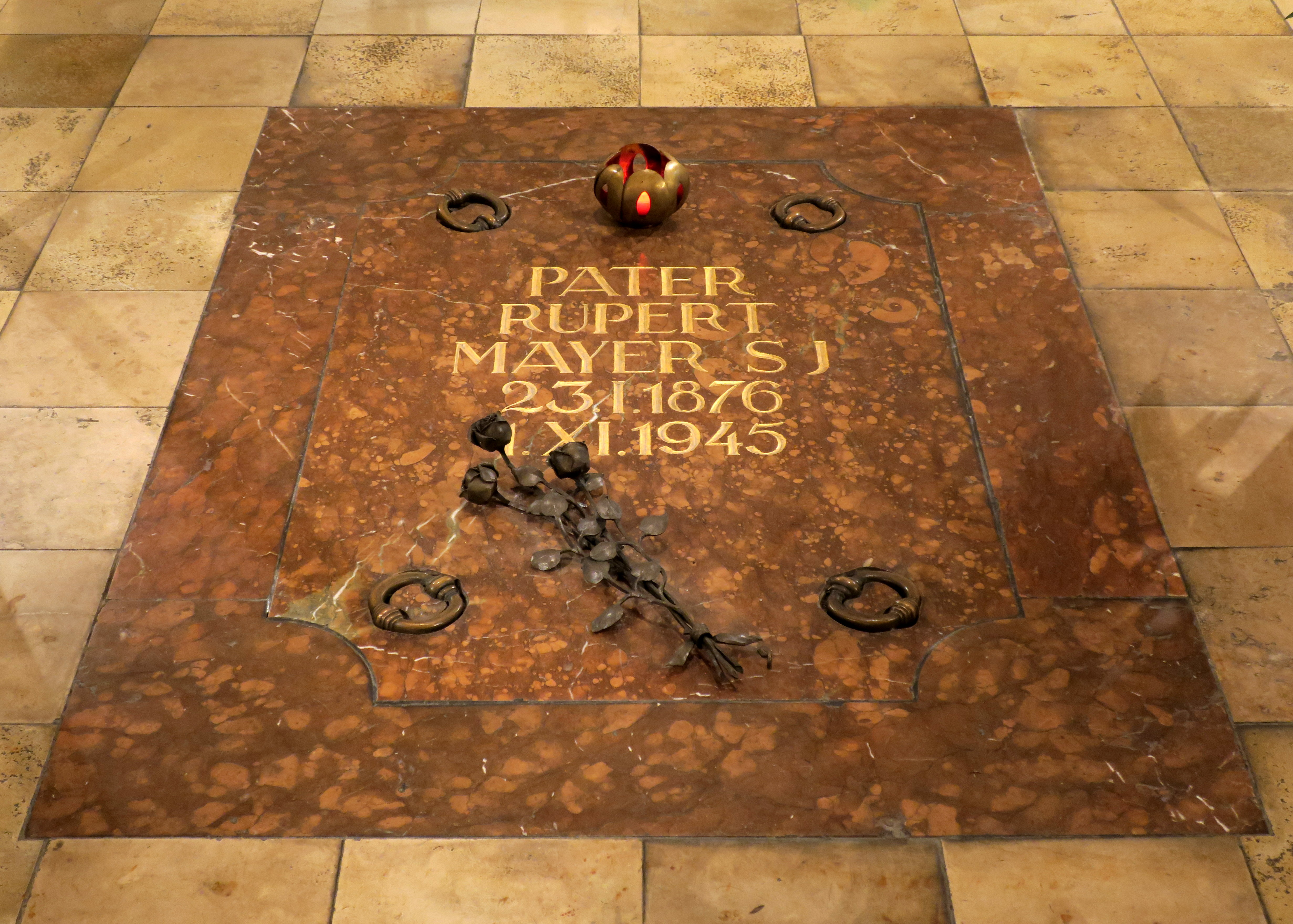
Grabplatte in der Unterkirche

Schon in den 1920er-Jahren erkannte Mayer die von den Nationalsozialisten ausgehende Gefahr. Nach deren Machtergreifung trat er entschieden für die Rechte der Kirche und für die Religionsfreiheit ein. Öffentlich erklärte er, dass ein Katholik nicht Nationalsozialist sein könne. Als 1935 die Caritassammlung verboten wurde, stellte er sich aus Protest am 18. Mai des Jahres mit der Sammelbüchse vor die St.-Michaels-Kirche. Da er auch in seinen Predigten das Regime anprangerte, wurde über ihn nach seinen Predigten gegen die Verleumdungskampagne der Nationalsozialisten im Rahmen der sogenannten Sittlichkeitsprozesse im April 1937 ein Redeverbot verhängt. Als er dieses nicht befolgte, wurde er am 5. Juni verhaftet. Im Juli wurde er von einem Sondergericht wegen Kanzelmissbrauchs verurteilt. Wegen der Entrüstung des Kardinals und weiter Teile der Münchner Bevölkerung wurde er jedoch freigelassen. Vor dem Sondergericht erklärte er: „Trotz des gegen mich verhängten Redeverbotes werde ich weiterhin predigen, selbst dann, wenn die staatlichen Behörden meine Kanzelreden als strafbare Handlungen und als Kanzelmissbrauch bewerten sollten.“
Da er weiterhin regimefeindlich predigte, wurde er am 5. Januar 1938 erneut verhaftet und in das Gefängnis in Landsberg am Lech gebracht. Durch eine Amnestie kam er am 3. Mai 1938 frei und sprach im August 1938 beim Begräbnis des „Bauerndoktors“ Georg Heim den Grabsegen im Auftrag von Kardinal Faulhaber.
Er hielt sich nunmehr an das Predigtverbot, weigerte sich jedoch, Auskunft über seine Seelsorgegespräche zu geben. Deshalb wurde er am 3. November 1939 zum dritten Mal verhaftet und in das Konzentrationslager Sachsenhausen gebracht. Nachdem sich sein Gesundheitszustand deutlich verschlechtert hatte, wurde er im August 1940 im Kloster Ettal interniert. Bis zum Ende des Krieges durfte er das Kloster nicht mehr verlassen und keine Besuche empfangen, außer von Beamten und Mitbrüdern. Dennoch gelangten immer wieder handgeschriebene Briefe nach draußen, die mit simplen Mitteln vervielfältigt wurden und im Kreis seiner engsten Vertrauten zirkulierten (u. a. durch seinen Sodalen Matthias Pfäffl). Es war in dieser Zeit höchst brisant, irgendwelche Aufzeichnungen oder Nachrichten von Pater Rupert Mayer zu besitzen oder in Umlauf zu bringen, da dies einem Hochverratsdelikt gleichgestellt und mindestens mit KZ-Aufenthalt bestraft wurde. Da Pater Mayer keinerlei seelsorgerische Tätigkeit mehr ausüben und nur in der Hauskapelle zelebrieren durfte, schreibt er in einem dieser Briefe:

„[…] Seitdem bin ich lebend ein Toter, ja dieser Tod ist für mich, der ich noch so voll Leben bin, viel schlimmer als der wirkliche Tod, auf den ich schon so oft gefasst war.“

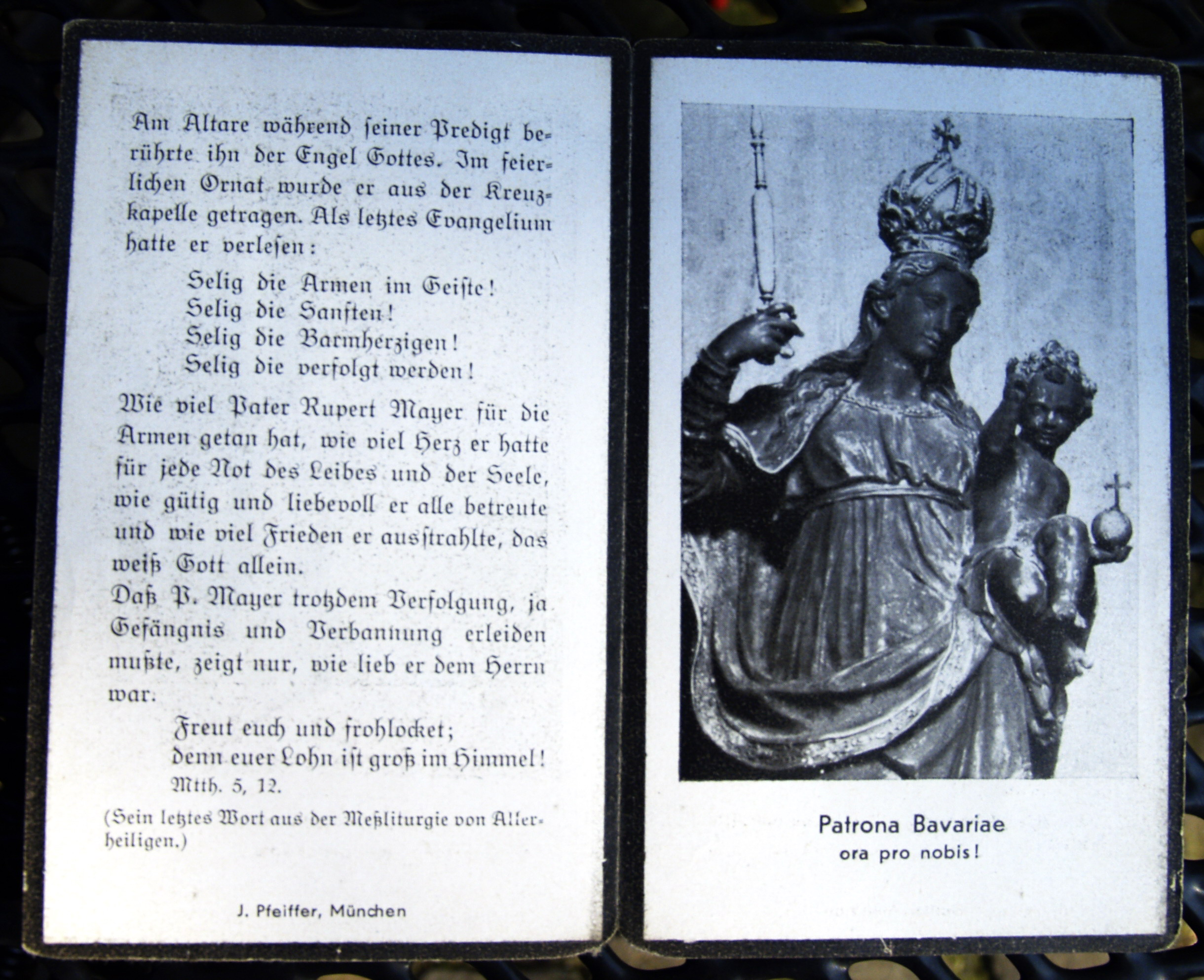
Totenzettel Pater Mayer

Nach Kriegsende kehrte er im Mai 1945 nach München zurück, konnte sich jedoch der gewonnenen Freiheit nicht lange erfreuen. Am Fest Allerheiligen erlitt er während der Predigt bei der Morgenmesse in der Kreuzkapelle der Münchner St.-Michaels-Kirche einen Schlaganfall. In liturgischen Kleidern wurde er vom Altar getragen. Er erhielt noch die letzte Ölung und starb 2 1⁄2 Stunden später, ohne das Bewusstsein nochmals erlangt zu haben. Diese Art seines Todes ließ eine tief beeindruckte versammelte Kirchengemeinde zurück. Seine Bestattung erfolgte zunächst auf dem Ordensfriedhof des Berchmannskollegs in Pullach. Nachdem sein Grab von unzähligen Menschen besucht wurde, erfolgte am 23. Mai 1948 die Umbettung seiner sterblichen Überreste in die Unterkirche des Münchner Bürgersaals. Rupert Mayers Fürsorge galt allen Schichten der Bevölkerung, weshalb er schon zu Lebzeiten als „Apostel Münchens“ bezeichnet und heiligmäßig verehrt wurde. Sein Grab wird bis heute von unzähligen Gläubigen aufgesucht. 1950 wurde der Seligsprechungsprozess eingeleitet. Am 3. Mai 1987 erfolgte im Olympiastadion München die Seligsprechung durch Papst Johannes Paul II., der anschließend das Grab besuchte.
Rupert Mayer war Mitglied der KDStV Teutonia Fribourg, der KDStV Aenania München und der AV Guestfalia Tübingen im Cartellverband katholischer deutscher Studentenverbindungen.
Mehrere Institutionen benannten sich nach Rupert Mayer. 1954 wurde das Cartell Rupert Mayer (CRM) gegründet, eine Gemeinschaft aus Katholiken in Wirtschaft, Politik, Kultur und Verwaltung, die den Neubeginn nach der Nazidiktatur mit christlichen Werten durchdringen wollten. Die Pater-Rupert-Mayer-Tagesheimschulen sind auf dem Gelände des ehemaligen Berchmannkollegs in Pullach beheimatet. Auch das Noviziatshaus der deutschsprachigen Jesuitenprovinzen trägt seinen Namen sowie die Rupert-Mayer-Schule in Spaichingen. 
Die an das Kinder- und Jugendorf Marienpflege      (Ellwangen) angeliederte Schule, trägt den Namen Rupert-Mayer-Schule.
Der Katholikenrat der Region München, das höchste Laiengremium der Stadt, verleiht seit 1987 jährlich die Pater-Rupert-Mayer-Medaille als Dankeszeichen an Menschen, die beispielhafte ehrenamtliche Arbeit in Kirche und Gesellschaft geleistet haben und leisten.
Im Jahre 2004 wurde Rupert Mayer im Rahmen der Renovierung der Weilheimer Stadtpfarrkirche eine Glocke unter dem Motto „Ich kann nicht schweigen!“ gewidmet.

## Pater-Rupert-Mayer-Gebet

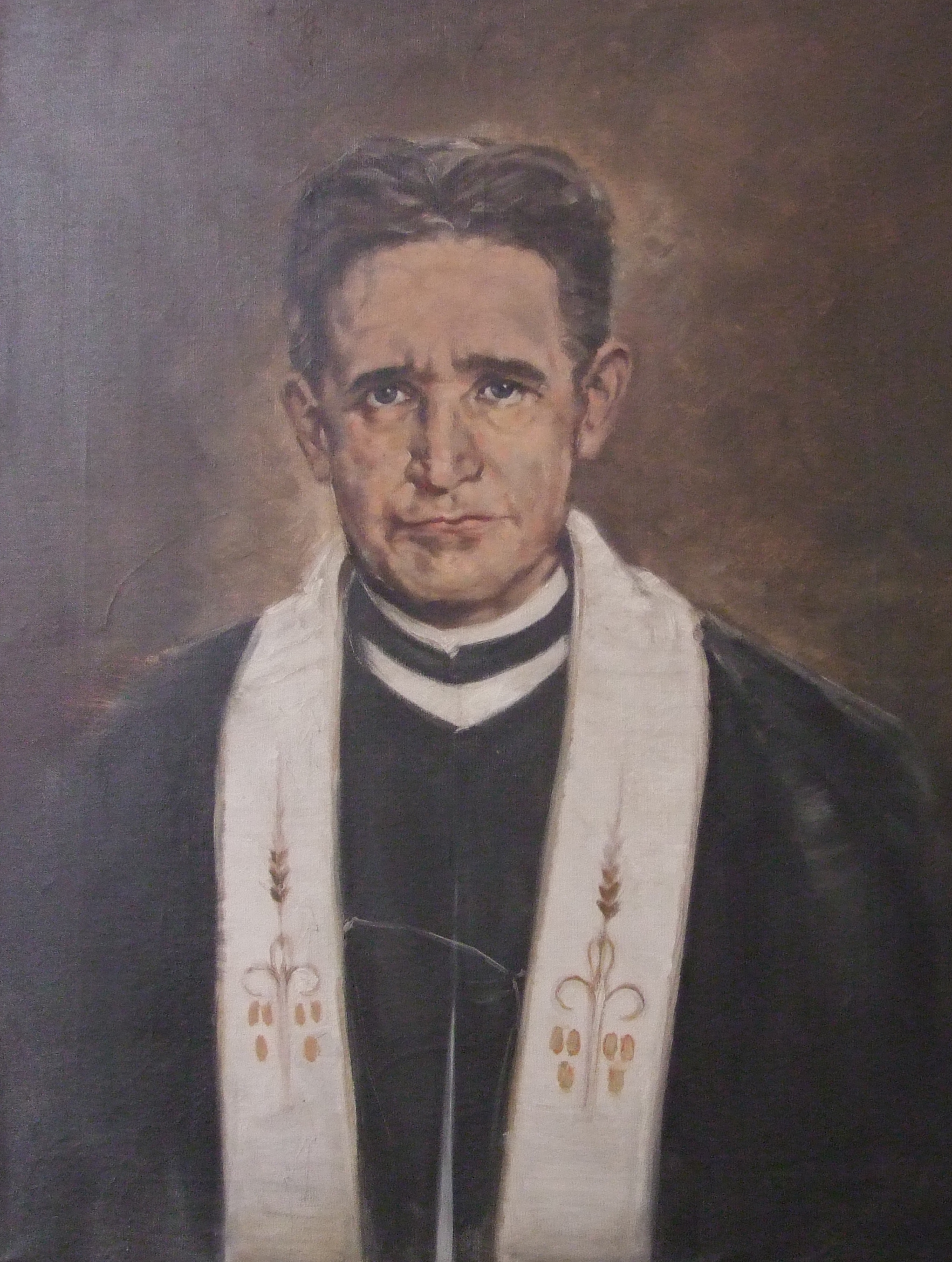
Rupert Mayer. Gemälde in der Kirche St. Martin in Leutkirch im Allgäu

Das folgende Gebet ist im Erzbistum München-Freising und im Cartell Rupert Mayer als Pater-Rupert-Mayer-Gebet bekannt:
Herr, wie Du willst, soll mir gescheh’n,

Und wie Du willst, so will ich geh’n.

Hilf Deinen Willen nur versteh’n.

Herr, wann Du willst, dann ist es Zeit,

Und wann Du willst, bin ich bereit.

Heut und in alle Ewigkeit.

Herr, was Du willst, das nehm’ ich hin,

Und was Du willst, ist mir Gewinn.

Genug, dass ich Dein Eigen bin.

Herr, weil Du’s willst, d’rum ist es gut,

Und weil Du’s willst, d’rum hab’ ich Mut.

Mein Herz in Deinen Händen ruht.

## Filme
- Flammenzeichen (1985), Filmdrama von Franz Seitz junior mit Dietrich Mattausch als Rupert Mayer
- Father Rupert Mayer (2014), Filmdrama englisch von Damian Chapa mit Oliver Gruber als Rupert Mayer und Marinus Hohmann als der junge Rupert Mayer. Die Premiere des Films fand im März 2014 in München statt.[14]